# 藤竹属
藤竹属（学名：Dinochloa）是禾本科下的一个属。该属共有约数种，分布于亚洲热带地区。